# Phaenopsectra pilicellata
Phaenopsectra pilicellata är en tvåvingeart som beskrevs av Grodhaus 1976. Phaenopsectra pilicellata ingår i släktet Phaenopsectra och familjen fjädermyggor.
Artens utbredningsområde är Kalifornien. Inga underarter finns listade i Catalogue of Life.